# H.265
H.265 (エイチにいろくご、ISO/IEC 23008-2 HEVC) とは、H.264/MPEG-4 AVC後続の動画圧縮規格の一つ。High Efficiency Video Coding (HEVC) とも呼ばれる。対応したソフトウェアやハードウェアにおいては、前身のH.264/MPEG-4 AVCはITU-T側の規格名である「H.264」で呼ばれることが多いのに対し、こちらはISO/IEC側の規格名である「HEVC」で呼ばれることが多い。ISO/IECのMPEGとITU-TのVCEGによる研究開発チームJCT-VC (Joint Collaborative Team on Video Coding) によって提案され、ITU-Tによって2013年1月25日に承認された。

## 概要
ブロックサイズの適正化など、従来規格より高度なアルゴリズムが利用できるため圧縮効率が優れており、MPEG-2 (H.262) 比で約4倍、H.264/AVCとの比較でも約2倍の圧縮性能を有すると発表している。但し、従来規格より処理負荷も増加しているため、利用環境が限定されるという欠点も有る。SDからHDへの移行期であった2000年代に一般化したH.264以来10年ぶりの新規格であり、規格策定後10年間（つまり2013年から2023年まで）をサポートする規格であるとしている。
Windowsを除く主要なOSであるmacOS、Android、iOSにてデフォルトでサポートされている。Windowsの場合は拡張機能を導入することにより各ソフトウェアから利用可能となる。一方で、後述する複雑なパテントが原因で主要なウェブブラウザでの対応はSafariに限られており、インターネット上の映像配信では競合規格であるロイヤリティフリーのAV1が既に成功を収めつつある。
スーパーハイビジョン (8K, 4320p) など高解像度な映像だけでなく携帯端末向けの映像配信での利用も想定している。
スマートフォンでも4K，8Kの動画撮影が行えるようになって以降、ストレージ節約が行える機能としてHEVCエンコード機能が搭載されるようになっている。潤沢なストレージを持つPCでは普及が遅れているが、扱えるデータサイズに厳しい制約があるデジタルカメラでは一般的な機能になっている。
後継はH.266（Versatile Video Coding）であり、2020年7月に承認されている。H.266はH.265と比較して約30%程データサイズを小さく出来ることが確認されている。

## 対応ソフトウェア

### ウェブブラウザ
- Safari 11以降
- Internet Explorer 11 - ハードウェアが H.265 に対応していることが必要。既にサポートが終了している。
- かつてのMicrosoft Edge - レンダリングエンジンにEdgeHTMLが採用されていた、レガシーあるいは旧版と呼ばれるもの。既にサポートが終了している。

### エンコーダー
- x265（英語版） - FFmpeg 2.2以降[11]などから呼び出せる。
- Kvazaar - FFmpeg 2.8以降[11]などから呼び出せる。
- 各社のGPU内蔵エンコーダー - インテル [12]、NVIDIA[13]、AMD[14]、クアルコム[15]、Apple[16]など、2016年以降の製品であれば広く対応している。

### デコーダー
- FFmpeg 2.1[11]以降 - VLCメディアプレーヤーやmpvなど内部でFFmpeg（libavcodec）を利用している動画ツールやプレーヤーなどもデコードに対応する。
- 各社のGPU内蔵デコーダー - エンコーダと同様。

### オペレーティングシステム
- Windows 10 Fall Creators Update（1709）以降 - 無償[17]か、有償の[18]拡張機能をストアから導入すれば、エクスプローラーや『映画 & テレビ』といったOS標準ソフトの他、Adobe Photoshop[19]など他のソフトウェアからも利用可能となる。
- macOS High Sierra以降
- Android 5.0以降
- iOS 11以降

## 利用サービス
- 4K 8Kテレビ放送
- ケーブル4K
- dアニメストア（NTTドコモ） - 2014年5月15日[20]より順次配信開始。また、効率的な解像度設定・ビットレート設定などについての情報をまとめたコンテンツプロバイダー向けのドキュメントを一般公開している[21]。
- Netflix
- Amazonビデオ - 2015年モデル以降のFire TVおよびFire TV Stickに対応。
- Ultra HD Blu-ray
- YouTube Live[22] - HLS形式での配信の際に利用可能
- カメラ - スマートフォンや一眼レフ・ミラーレスなどのデジタルカメラの動画撮影機能や、業務用のカムコーダやエンコーダーなど。

## 特許
規格に含まれる特許は、下記のパテントプールと企業がそれぞれ権利行使をしていて、特許を利用する際は、権利行使している複数の団体毎に特許使用料が必要となる。H.264の様に単一のパテントプールによって取り纏められてはいない。また特許を持つが未だ権利行使を行っていない企業が多数ある。
- MPEG LA（英語版）
- HEVCアドバンス（英語版）
- Velos Media
- インターデジタル（英語版）

### MPEG LAのパテントプールに参加している特許権者
40の企業や大学が権利者となっている。
- Alpha Digitech
- Apple
- 英国放送協会(BBC)
- Digital Insights
- 韓国電子通信研究院(ETRI)
- 富士通
- 日立マクセル
- HUMAX
- IBEX PT Holdings
- 世宗大学校産学連携基金
- Infobridge Pte
- Intellectual Discovery
- JVCケンウッド
- 韓国科学技術院(KAIST)
- 韓国放送公社 (KBS)
- KT
- 光云大学校産学連携基金
- M&K Holdings
- 日本電気(NEC)
- Newracom
- 日本放送協会(NHK)
- 日本電信電話(NTT)
- NTTドコモ
- Orange
- サムスン電子
- シーメンス
- SKプラネット
- SKテレコム
- 成均館大学校研究・ビジネス基金
- Tagivan II
- コロンビア大学評議員会（ニューヨーク市）
- 韓国航空大学校（朝鮮語版）産学連携基金
- 慶熙大学校産学連携基金
- Vidyo

など

### HEVCアドバンスのパテントプールに参加している特許権者
23の企業や大学が権利者となっている。キヤノン、三菱電機、日本電信電話、NTTドコモなど。

### Velos Media のパテントプールに参加している特許権者
下記6社が権利者となっている。
- ブラックベリー
- エリクソン
- パナソニック
- クアルコム
- シャープ
- ソニー

## 参照
1. 1 2  New video codec to ease pressure on global networks
2. 1 2  “ビデオコーデック「HEVC」とは？その特長と活用方法を知る”. 株式会社フォトロン. 2023年7月18日閲覧。
3. ↑  ITU、次世代ビデオコーデック「H.265」承認
4. 1 2  “Apple 製のデバイスで HEIF／HEVC メディアを扱う”. Apple Support. 2021年5月15日閲覧。
5. ↑  “サポートされているメディア形式 | Android デベロッパー”. Android Developers. 2021年5月15日閲覧。
6. ↑  株式会社インプレス (2017年12月6日). “Windows 10でH.265/HEVC動画を再生できるようにするパッケージ「HEVC Video Extension」／「Windows 10 Fall Creators Update」へのアップデートが必要【レビュー】”. 窓の杜. 2021年5月15日閲覧。
7. 1 2  “次世代映像符号化方式AV1の VVCとの性能比較調査について”.  総務省. 2023年7月19日閲覧。
8. ↑  Active, 日経クロステック (2020年2月5日). “GAFAら世界の強者が時には競合すら巻き込んで戦略的に「協調領域」を作る真の理由”. 日経クロステック Active. 2023年7月18日閲覧。
9. ↑  “(Galaxy) ギャラリーアプリで動画のサイズを変更する方法を教えてください。”. Samsung jp. 2023年7月18日閲覧。
10. ↑  “Fraunhofer Heinrich Hertz Institute HHI”. newsletter.fraunhofer.de. 2021年5月15日閲覧。
11. 1 2 3  FFmpeg/Changelog at master · FFmpeg/FFmpeg
12. ↑  “H.265/HEVC Hardware Encoding and Decoding Support” (英語). Intel. 2021年5月19日閲覧。
13. ↑  “Video Encode and Decode GPU Support Matrix [NEW]” (英語). NVIDIA Developer (2020年9月8日). 2021年5月19日閲覧。
14. ↑  Inc, Aetas. “西川善司の3DGE：「Polaris」世代のRadeonは何が新しいのか（2）HDMI 2.0bにDP 1.4，H.265。機能面は競合と似たものに”. www.4gamer.net. 2021年5月19日閲覧。
15. ↑  “Snapdragon 4K Datasheet”.  クアルコム. 2021年5月19日閲覧。
16. ↑  ASCII. “Appleと「4K HDR」 - iOS 11で写真／動画を変える「HEIF」と「HEVC」”. ASCII.jp. 2021年5月22日閲覧。
17. ↑  デバイス製造元からの HEVC ビデオ拡張機能 を入手 - Microsoft Store ja-JP
18. ↑  HEVC ビデオ拡張機能 を購入 - Microsoft Store ja-JP
19. ↑  “Windows HEIC/HEVC コーデックのダウンロードとインストール”. helpx.adobe.com. 2021年5月15日閲覧。
20. ↑  dアニメストアがHEVC/H.265対応。ダウンロード時間が半分に
21. ↑  次世代動画圧縮技術HEVCを活用した動画配信ガイドラインを公開
22. ↑  “YouTube で HDR 動画を配信する - YouTube ヘルプ”. support.google.com. 2021年5月20日閲覧。
23. 1 2 3 4 5  東将大 (2019年9月5日). “沈むH.265、グーグル動画仕様AV1が主役へ　アップル採用で加速か”. 日経クロステック.  日経BP. 2021年7月4日閲覧。